# Matra MS9
La Matra MS9 è una monoposto di Formula 1, costruita dalla scuderia francese Matra per partecipare al Campionato mondiale di Formula 1 1968. Ha partecipato ad una singola gara del campionato mondiale, guidata da Jackie Stewart nel Gran Premio del Sudafrica del 1968, per poi essere sostituita dalla Matra MS10.